# Cerralvo
Cerralvo är en kommun i Mexiko.   Den ligger i delstaten Nuevo León, i den centrala delen av landet, 700 km norr om huvudstaden Mexico City. Antalet invånare är 8 009.